# Volaris El Salvador
Vuela El Salvador S.A. de C.V., im Außenauftritt Volaris El Salvador, ist eine Billigfluggesellschaft aus El Salvador mit Sitz in San Salvador. Sie ist eine Tochtergesellschaft der Volaris.

## Geschichte
Volaris El Salvador erhielt 2019 ihr Luftverkehrsbetreiberzeugnis. Am 15. September 2021 wurde der kommerzielle Flugbetrieb aufgenommen.

## Flugziele
Volaris El Salvador fliegt von San Salvador aus Ziele in Costa Rica, Guatemala, Honduras, Mexiko und den USA an.

## Flotte
Mit Stand Mai 2025 besteht die Flotte der Volaris El Salvador aus 3 Flugzeugen mit einem Durchschnittsalter von 3,5 Jahren:
| Flugzeugtyp    | Anzahl | bestellt | Anmerkungen | Sitzplätze |
| -------------- | ------ | -------- | ----------- | ---------- |
| Airbus A320neo | 3      |          |             | 186        |
| Gesamt         | 3      | –        |             |            |